# Gobernador Gregores
Gobernador Gregores és una petita ciutat de la Patagònia argentina. Està situada a la província de Santa Cruz, al departament Río Chico, del qual és cap.
És ubicada al centre de la província de Santa Cruz, a la riba del riu Chico, principal riu de la regió, a uns 280 metres d'alçada i rodejada d'altiplans, de tal manera que està relativament protegida dels forts vents patagons. La ciutat de tan sols 4.497 habitants és una de les principals ciutats de la regió, i és punt de pas obligat si es vol fer la Ruta Nacional 40, la carretera que creua de Nord a Sud la Patagònia argentina.

## Història
Les primeres construccions modernes foren establertes durant el segle xix, eren hotels de pas utilitzats pels transportistes de llana i el correu que anava dels Andes a la Costa atlàntica. El primer propietari del primogeni poble fou un ferrer austríac anomenat José Kuney Posne, que instal·là l'any 1922 una ferreteria i un taller. Poc a poc els voltants s'anaren poblant, s'establiren "estancias" dedicades a la cria de bestiar oví per a la producció de llana i més endavant s'hi sumaren pobladors agricultors així com altres comerciants. L'any 1925, el govern de l'aleshores "Territorio Nacional" batejà aquest nucli primogeni com a "Cañadón León" per la proximitat del poblament amb aquest canyó. Durant la governació del capità Juan Manuel Gregores (1932 - 1945), es varen realitzar les primers gran obres públiques del poblat així com la parcel·lació i planificació de la ciutat (unes 1.000 hectàrees) l'any 1938. Gràcies a les obres impulsades per aquest governador fou molt recordat, i l'any 1958 els pobladors volgueren rebatejar la ciutat en el seu nom actual, en honor seu.

## Demografia
| Població | 524 | 772     | 1.144   | 1.362   | 1.847   | 2.519   | 4.497\| |
| Variació | -   | +47,33% | +48,18% | +19,06% | +35,61% | +36,38% | +78,52% |